# Nora Ikstena
Nora Ikstena, född 15 oktober 1969 i Riga i dåvarande Lettiska SSR, är en lettisk författare.

## Biografi
Ikstena studerade litteraturhistoria, engelska och filologi vid Lettlands universitet 1987–1992 och fortsatte sedan att studera engelsk litteratur vid amerikanska Columbia University. Efter sin återkomst till Lettland har Ikstena arbetat som författare och skrivit ett tjugotal romaner, novellsamlingar, essäer och biografier.
Ikstenas historiska roman, Modersmjölken, från 2015 har översatts till 35 språk.